# Jorge Medina Estévez
Jorge Arturo Agustín Medina Estévez (Santiago, 23. prosinca 1926. - 3. listopada 2021.) bio je čileanski kardinal i Prefekt  Kongregacije za bogoštovlje i sakramentalnu stegu. 

## Životopis
Medina je rođen u Santiagu 1926., a studirao je na Papinskom katoličkom sveučilištu u Čileu i Velikom sjemeništu u Santiagu. Zaređen je za svećenika 12. lipnja 1954. Dobio je doktorat iz teologije 1955. Nakon toga je učio filozofiju i teologiju. Također je služio i kao dekan sveučilišta te kao peritus (teolog savjetnik) na Drugom vatikanskom saboru.
Pro-Veliki kancelar Katoličkog sveučilišta bio je od 1974. do 1985. godine. Imenovan je naslovnim biskupom Thibilisa i pomoćnim biskupom Rancague 18. prosinca 1984. Medina je na tim pozicijama posvećen 6. siječnja 1985. Postao je biskup Rancague 25. studenog 1987., a potom biskup Valparaísa 16. travnja 1993. Imenovan je Pro-prefektom Kongregacije za bogoštovlje i sakramentalnu stegu, 21. lipnja 1996.
Medina je postao kardinal đakon crkve San Saba, na konzistoriju, 21. veljače 1998. godine. Bio je prefektom Kongregacije za bogoštovlje i disciplinu sakramenata od 23. veljače 1998. godine, sve do umirovljenja 1. listopada 2002.
Medina je bio jedan od kardinalnih birača koji su sudjelovali na konklavi 2005. godine, a nakon zaključenja konklave, kao kardinal protođakon (najstariji kardinal đakon), imao je čast objaviti svijetu kako je za novog papu imenovan Benedikt XVI. Tako je postao prvi ne-Talijan koji je imao tu čast. Kardinal Medina je također bio jedan od trojice kardinala koji su javno iskazali poslušnost novom papi na njegovoj inauguraciji.
Kardinal Medina izgubio je pravo sudjelovanja u svim budućim konklavama, nakon 23. prosinca 2006. godine, kada je navršio 80 godina života. 1. ožujka 2008. godine, bio je uzdignut na naslov kardinala svećenika. Za geslo ima citat iz Evanđelja po Ivanu - On se mora uvećati (lat. Oportet illum crescere).